# Mile Klopčič
Mile Klopčič [míle klòpčič], slovenski pesnik in prevajalec, * 16. november 1905, L'Hôpital, Francija, † 19. marec 1984, Ljubljana.
Rodil se je v mestu L'Hôpital v Franciji, ki je takrat bil pod nadzorom Nemškega cesarstva in se je imenoval Spittle. Mile je brat zgodovinarja in politika Franceta Klopčiča. Ko je bil star približno štiri leta, se je z družino preselil v Zagorje ob Savi in tam preživel večji del otroštva.
Gimnazijo je obiskoval v Ljubljani, vendar je ni končal, ker so ga večkrat zaprli zaradi revolucionarne dejavnosti. Leta 1920 se je skupaj z bratom Francetom včlanil v zvezo komunistične mladine Jugoslavije (SKOJ). Posvetil se je dopisništvu v ameriških publikacijah in pesnikovanju. Kasneje se je prepisal na učiteljišče. Z bratom Francetom sta delila letake s komunistično vsebino po kasarnah, zaradi česa so ga izključili. Oba brata sta bila zaprta dva meseca in trdila, da sta nedolžna. Odpravil se je celo v Moskvo na politično univerzo, kjer so ga obtožili sodelovanja pri stavki, tako da se je bil prisiljen vrniti v Ljubljano in znova pristal v zaporu. Leta 1926 je v Zagorju organiziral recitacijski večer, na katerem je nastopil tudi Srečko Kosovel. Pisal je pod različnimi psevdonimi (npr. Igor, Somrak), pod poezijo pa se je pogosto podpisoval s pravim imenom. Njegovo ustvarjanje je obsegalo poezijo, prevajanje, igranje in režijo. Pred 2. svetovno vojno je živel v Ljubljani, leta 1943 pa se je vključil v partizansko vojsko.
Njegova sinova sta režiser Matjaž Klopčič in violinist Rok Klopčič.

## Delo
Poleg Seliškarja je Klopčič najizrazitejši predstavnik slovenske socialne poezije med obema vojnama. Izdal je dve zbirki socialnih in revolucionarnih pesmi, med katerimi razodeva druga, z naslovom Preproste pesmi (1934), s svojo pestrostjo in učinkovitostjo že zrelega pesnika. Zbirka prikazuje težko življenje proletariata v rudarskih revirjih, predmestjih, podstrešnih sobicah. V pesmih nastopajo zgarane matere, preplašeni in sestradani otroci, mrki očetje-rudarji, izseljenci. Mračno podobo časa razodevajo pesmi Blazni France, Pogreb, Deževna pomlad. Klopčič je bil kasneje manj plodovit kot pesnik. Med narodnoosvobodilno borbo je še objavil nekaj svojih pesmi, napisal pa je enodejanko Mati (1944), ki so jo igrali na mnogih odrih in je bila prevedena v tuje jezike.
Kot prevajalec je poznan predvsem po prevodih ruskih romantičnih pesnikov, Lermontova, Puškina itd. ter simbolistov (Blok (Dvanajst (Двенадцать))). Prevajal je tudi dela Nemca Heinricha Heineja, Čukovskega (Doktor Jojboli (Доктор Айболит)), Erdmana (Samomorilec (Самоубийца)), Krilova (Basni (Басни)).